# Жардин-ду-Серидо
Жардин-ду-Серидо (порт. Jardim do Seridó) — муниципалитет в Бразилии, входит в штат Риу-Гранди-ду-Норти. Составная часть мезорегиона Центр штата Риу-Гранди-ду-Норти. Входит в экономико-статистический микрорегион Серидо-Ориентал. Население составляет 12 190 человек на 2006 год. Занимает площадь 368,643 км². Плотность населения — 33,1 чел./км².
Праздник города — 1 сентября.

## История
Город основан в 1856 году.

## Статистика
- Валовой внутренний продукт на 2003 год составляет 40 024 346,00 реалов (данные: Бразильский институт географии и статистики).
- Валовой внутренний продукт на душу населения на 2003 год составляет 3302,07 реалов (данные: Бразильский институт географии и статистики).
- Индекс развития человеческого потенциала на 2000 год составляет 0,722 (данные: Программа развития ООН).